# Tripyla lata
Tripyla lata är en rundmaskart som beskrevs av Nathan Augustus Cobb 1914. Tripyla lata ingår i släktet Tripyla och familjen Tripylidae. Inga underarter finns listade i Catalogue of Life.